# Русские (фильм, 1987)
«Русские» (англ. Russkies) — американский фильм 1987 года. Фильм стал примером частичного изменения тональности в голливудских фильмах про людей из СССР во второй половине 1980-х: их образ меняется с «инопланетных злодеев из Империи зла» на просто «инопланетян», сродни знаменитому E.T. из фильма Спилберга, которые во многих отношениях странные, порой смешны, многое понимают и делают «не как у нас», но у которых могут быть и свои положительные качества. Таков Михаил в данном фильме, таков и Иван Данко в фильме «Красная жара», вышедшем на экраны через год.
Рекламный слоган: «Он — русский моряк, выброшенный на берег Америки. Они — трое американских мальчишек. Вместе им предстоит пережить невероятное приключение».

## Название
Точным переводом названия является не «Русские» (Russians), а «Раски» (Russkies). В период Холодной войны 1946—1989 это слово было устойчивым пренебрежительным прозвищем (этнофолизмом) русских и в целом граждан СССР в англоязычных произведениях.

## Сюжет
Советский рыболовный траулер попадает в сильный шторм в нейтральных водах у берегов Флориды. В разгар шторма ломается антенна и корабль теряет возможность выходить на связь. Капитан траулера (Джин Шерер) приказывает корабельному радисту Михаилу (Уип Хабли) немедленно восстановить связь. При попытке починить антенну Михаила смывает за борт. Ему успевают сбросить резиновую спасательную шлюпку, но подобрать его на борт в шторм не удаётся.
Утром шлюпку выбрасывает на американский берег, где Михаила находит компания местных мальчишек: Дэнни (Хоакин Феникс), Адам (Питер Биллингсли) и Джейсон (Стефан Де Салле). Михаила немедленно берут в плен и относятся к нему с крайней настороженностью. Ведь он «раски», а что это за кровавые чудовища, мальчишкам хорошо известно: в начале фильма они вместе читают очередной выпуск комикса «Сержант Сламмер» про очередную трудную победу над ними.
Постепенно налаживается контакт и выясняется, что не все «раски» обязательно чудовища. Они могут быть вполне неплохими людьми. А Диана (Сьюзан Уолтерс), старшая сестра Дэнни, начинает всё больше влюбляться в Михаила.
Впрочем, «плохие русские» в фильме также есть. Рыболовный траулер должен был подобрать похищенное другой группой американское оборудование, и на его борту есть настоящие советские агенты, о чём было неизвестно остальной части команды, включая Михаила.

## Комикс «Сержант Сламмер»
К моменту встречи с Михаилом мальчишки (Дэнни, Адам и Джейсон) вполне в курсе всей чудовищной природы «раски» благодаря комиксам «Сержант Сламмер» (англ. Sgt. Slammer). Очередной выпуск этого комикса они читают и обсуждают в начале фильма. Американский кинокритик Роджер Эберт относит к лучшим диалогам в фильме эпизод, где мальчишки обвиняют Михаила в различных преступлениях его страны из комиксов, а тот пытается их понять и оправдаться.
Серии комиксов «Сержант Сламмер» на самом деле не существовало. Фиктивный выпуск комикса специально для фильма создал профессиональный художник Уилл Минио.

## В ролях
| Актёр            | Роль    |
| ---------------- | ------- |
| Уип Хабли        | Михаил  |
| Сьюзан Уолтерс   | Диана   |
| Хоакин Феникс    | Дэнни   |
| Питер Биллингсли | Адам    |
| Стефан Де Салле  | Джейсон |

Слева направо: Адам (Питер Биллингсли[англ.]), Дэнни (Хоакин Феникс) и Джейсон (Стефан Де Салле)
Михаил, радист с советского траулера (Уип Хабли). По мнению критиков, первый «хороший русский» Голливуда с потеплением отношений во второй половине 1980-х.

## Оценки критиков
Критики в целом положительно встретили фильм, особо подчеркнув удачный кастинг на детские роли. В целом моменты и диалоги «с детским взглядом на взрослую жизнь» относятся к наиболее удачным и трогательным моментам фильма. Роль лидера мальчишеской группы Дэнни стала значимой в кинокарьере Хоакина Феникса (в фильме он заявлен под прежним псевдонимом Лиф Феникс, Leaf Phoenix). На его растущий талант обратили внимание, что позднее принесло ему первые взрослые роли.